# Templo "El mesías" Balderas
El templo El Mesías Balderas es un templo situado al extremo poniente del Centro Histórico de la Ciudad de México.

## Antecedentes históricos
El 1 de enero de 1873 el Obispo John Christian Keener proveniente de Estados Unidos llega al puerto de Veracruz con el afán y decidido a hacer la obra, empezó a hacer relaciones sociales, se afilió a Sóstenes Juárez para así formar la Iglesia Episcopal del Sur. En ese mismo año se asentaron en la abandonada capilla de San Andrés. Posteriormente adquirieron un predio en 1885 en la calle de la Acordada -ahora llamada Balderas, a media cuadra de la Alameda Central. 
El Mesías fue el primer templo que establecieron los misioneros metodistas de la Iglesia Episcopal del Sur en la capital mexicana. Este nuevo templo de El Mesías fue construido gradualmente por lo que en 1899 abandonaron la capilla de San Andrés para trasladarse a su nuevo edificio, consagrado el 11 de febrero de 1901. El diseño corrió a cargo de Russell C. Cook.

## Materiales utilizados para su construcción
Se eligió utilizar tezontle para la mampostería, piedras de basalto de Culhuacán para cimientos y revestimientos y piedra de chiluca de Tepepan para los detalles de cantería, mientras que las vidrierías fueron realizadas en San Luis Potosí

## Ubicación
Balderas 47 Colonia Centro. C. P. 06040 México, Distrito Federal. Delegación Cuauhtémoc

## Galería de imágenes

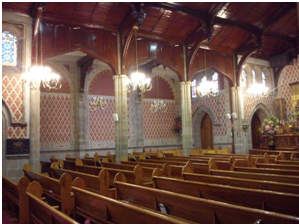
Interior del templo
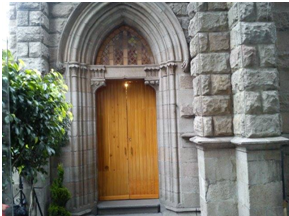
Entrada al templo
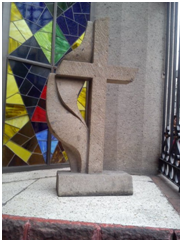
Símbolo del metodismo

- Datos: Q16638455
- Multimedia: El Mesías Evangelical Church, historic center of Mexico City / Q16638455